# 13th Floor Madness
13th Floor Madness è il quinto album in studio del gruppo musicale punk britannico 999, pubblicato nel 1983 da Albion Records.
Il disco segna una svolta artistica della band, che abbandona il pop punk dei primi album per dedicarsi a sonorità più variegate.

## Tracce
1. Use Your Imagination – 4:05
2. Lookin' Like Youdo – 3:36
3. Book of Love – 4:29
4. It's What You've Got – 3:59
5. Don't Want You Back – 3:42
6. 13th Floor Madness – 3:48
7. Good to See You – 3:36
8. Arabesque – 3:17
9. Custer's Last Stand – 4:47
10. Hang It All – 5:25
11. Night Shift – 3:43
12. How Can I Tell You – 3:58
13. How the West Was Won – 4:32
14. 13th Floor Madness (Long Version) – 4:17

## Formazione
- Nick Cash - voce, chitarra
- Guy Days - chitarra, voce d'accompagnamento
- Jon Watson - basso, voce d'accompagnamento
- Pablo Labritain - batteria